# Ivan Mahút
Ivan Mahút (* 25. října 1967) je bývalý slovenský fotbalista, záložník.

## Fotbalová kariéra
V československé lize hrál za ZVL Žilina. Dále hrál i za ZZO Čadca a FC Baník Havířov. V československé lize nastoupil v 1 utkání a dal 1 gól.

## Ligová bilance
| Ročník                                      | Zápasy | Góly | Klub             |
| ------------------------------------------- | ------ | ---- | ---------------- |
| 1. československá fotbalová liga 1985/86    | 1      | 1    | ZVL Žilina       |
| 1. slovenská národní fotbalová liga 1988/89 | 2      | 0    | ZVL Žilina       |
| 1. slovenská národní fotbalová liga 1988/89 | 15     | 1    | ZZO Čadca        |
| 1. slovenská národní fotbalová liga 1989/90 | -      | -    | ZZO Čadca        |
| 1. slovenská národní fotbalová liga 1990/91 | -      | 5    | ŠK Žilina        |
| 1. slovenská národní fotbalová liga 1991/92 | -      | -    | ŠK Žilina        |
| 1. slovenská národní fotbalová liga 1992/93 | -      | 7    | ŠK Žilina        |
| Corgoň liga 1993/94                         | -      | -    | ŠK Žilina        |
| 2. česká fotbalová liga 1994/95             | -      | 9    | FC Baník Havířov |
| 2. česká fotbalová liga 1995/96             | 24     | 2    | FC Baník Havířov |
| 2. česká fotbalová liga 1995/96             | 19     | 0    | FC Baník Havířov |
| CELKEM I. LIGA ČSSR                         | 1      | 1    |                  |
| CELKEM I. LIGA SR                           | -      | -    |                  |